# Eliza Carpenter

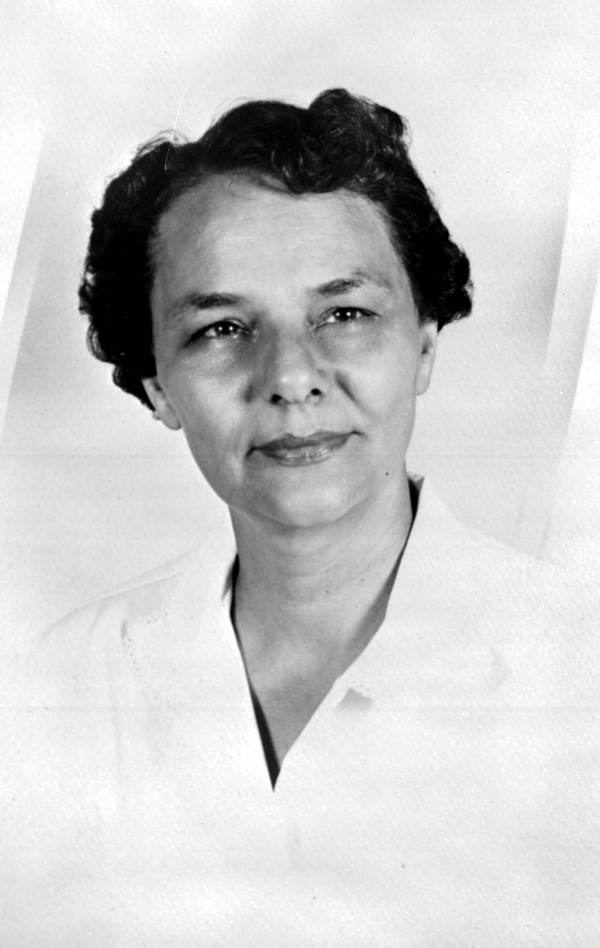
Eliza Carpenter

Eliza Carpenter (1851 – 16. Dezember 1924, auch Aunt Eliza genannt) war eine US-amerikanische Rennpferdebesitzerin und Jockey, die in die Sklaverei geboren wurde. Sie war die einzige afroamerikanische Stallbesitzerin im frühen Oklahoma. Über 30 Jahre hinweg besaß sie Rennpferde und war Rennreiterin. Sie gewann zahlreiche Rennen und verdiente erhebliche Summen beim Pferderennen.

## Leben
Carpenter wurde 1849 oder 1851 in Virginia geboren und im Alter von sechs Jahren an einen Sklavenhalter in Madison County, Kentucky, verkauft. Nur zwei Jahre später, als sie acht Jahre alt war, wurde sie erneut verkauft, diesmal an einen Pflanzer in Missouri. Nach dem Amerikanischen Bürgerkrieg wurde sie in der Folge freigelassen. Sie zählte zu dieser Zeit 14 Jahre. Sie ging zurück nach Madisonville in Kentucky. Hier lernte sie den Umgang mit Rennpferden, sie zu reiten, zu trainieren und Pferdehandel zu treiben. Anschließend zog sie nach Kansas, wo sie mehrere Pferde erwerben konnte.
Als das Cherokee Outlet 1893 zur Besiedlung freigegeben wurde, nahm sie am Rennen um das Land teil. Es gab ein Preisgeld von $1,000 für die erste Person, die Ponca City erreichte und entsprechend hitzig wurde das Rennen. Carpenter legte zwölf Meilen in 45 Minuten zurück, was einem querfeldein Schnitt von 25 km/h entspricht. Sie steckte eine gute Farm ab, konnte sie jedoch nicht behalten, weil sie die Grenzen dem Grundbuchamt nicht genau beschrieb. Aus der um 1900 stattfindenden Volkszählung geht hervor, dass sie 1851 geboren ist, von Beruf Viehhändlerin war und in der 491 Grand Avenue in Ponca City, Oklahoma wohnte.
In Ponca City trainierte sie Vollblüter, Quarter Horses und andere Pferde und wurde eine der wenigen afroamerikanischen Stallbesitzerinnen im Westen der Vereinigten Staaten. Ihre Lieblingspferde, oder auch wenn sie mit den Ergebnissen unzufrieden war, ritt sie manchmal selber und gewann auch einige Rennen. Ihr Stalljockey war Olla „Lucky“ Johnson. Zu ihren bekanntesten Pferden gehörten Irish Maid, Blue Bird, Jimmy Rain und Sam Carpenter. Little Brown Jug brachte sie in Tijuana, Baja California an den Start. Sie konnte sehr energisch werden, wenn jemand seine Wettschulden bei ihr nicht bezahlen wollte.
Im September 1920 wurde der Cherokee Outlet Land Rush von 1893 nachgestellt. Sie gewann das Rennen mit zwei schnellen Ponys vor einem Buggy, in dem sie aufrecht, wie in einem römischen Streitwagen stand.
Sie besuchte wiederholt ihre Familie in Kentucky. 1924 bei einem solchen Familienbesuch in Kentucky stürzte sie vom Buggy, weil ihr Vollblüter scheute, und erlitt einen Schädelbruch, von dem sie sich nicht wieder ganz erholte. Im August 1924 kehrte sie nach Ponca City zurück, starb aber im Dezember 1924 im Alter von 75 Jahren. Sie hinterließ ihr Vermögen ihren Nichten und Neffen.